# Théophile Thoré-Bürger
Théophile Thoré-Bürger (n. 23 iunie, 1807 – d. 30 aprilie 1869) a fost un jurnalist și critic de artă francez. Este cunoscut pentru redescoperirea lucrărilor pictorului Johannes Vermeer.
1. 1 2  (Etienne-Joseph-)Théophile Thoré, Thoré, (Etienne-Joseph-)Théophile[*]
2. 1 2  The Fine Art Archive, accesat în 1 aprilie 2021
3. 1 2  Théophile Thoré-Bürger, RKDartists, accesat în 9 octombrie 2017
4. ↑  Théophile Thoré, Médias 19
5. ↑  RKDartists, accesat în 7 iulie 2020
6. 1 2 3  RKDartists, accesat în 2 martie 2018
7. ↑  Autoritatea BnF, accesat în 10 octombrie 2015